# Мала Циглена
45°53′ пн. ш. 16°56′ сх. д. / 45.89° пн. ш. 16.94° сх. д.
Мала Циглена (хорв. Mala Ciglena) — населений пункт у Хорватії, у Б'єловарсько-Білогорській жупанії у складі міста Б'єловар.

## Населення
Населення за даними перепису 2011 року становило 17 осіб.
Динаміка чисельності населення поселення: